# Oulun Työväen Palloilijat
Oulun Työväen Palloilijat (OTP) är en fotbollsklubb från Uleåborg i Finland.  Klubben grundades 1946 och har spelat 16 säsonger i högstaserien. OTP förde under många år en kamp med OPS om att vara främsta Uleåborgsförening. År 1991 slogs OTP samman med fotbollssektionen i OLS och bildade FC Oulu. När den nya föreningen begärdes i konkurs efter säsongen 1994 återbildades OTP 1995. OTP ingick även i bildandet av AC Oulu år 2002.
OTP har tidigare haft verksamhet i bandy men denna är numera inte aktiv.